# Pegomya avirostrata
Pegomya avirostrata este o specie de muște din genul Pegomya, familia Anthomyiidae, descrisă de Fan în anul 1986.
Este endemică în Sichuan. Conform Catalogue of Life specia Pegomya avirostrata nu are subspecii cunoscute.